# Тамбе, Патрик
Патри́к Даниэ́ль Тамбе́ (фр. Patrick Daniel Tambay; 25 июня 1949[…], XIV округ Парижа, Франция — 4 декабря 2022, Ницца, Приморские Альпы, Франция) — французский автогонщик, провёл более 100 Гран-при в чемпионате мира в классе «Формула-1» в 1970-х — 1980-х годах, двукратный чемпион Can-Am.

## Общая информация
Сын Патрика — Адриен — также пробует себя[когда?] в шоссейно-кольцевом автоспорте. Француз является крёстным отцом канадского автогонщика Жака Вильнёва-младшего.
После своего ухода из гонок Тамбе работал в различных французских СМИ в качестве эксперта по Формуле-1.
В 1994 году он, совместно с Мишелем Голеи, некоторое время был акционером команды Larrousse F1.
Помимо околоавтоспортивной деятельности Патрик пробовал себя в политике: успев побыть вице-мэром города Ле-Канне, членом генерального совета департамента Приморские Альпы и войдя в состав партии «Союз за народное движение».

## Спортивная карьера

### 1970-е годы
Патрик впервые попробовал себя в автомобильных соревнованиях в начале 1970-х. Проявив себя как незаурядный гонщик, вскоре он был приглашён в один из мелких французских национальных чемпионатов под эгидой нефтяной компании Elf Aquitaine. Два года в различных сериях на технике Формулы-Рено приносят дополнительный опыт и звание вице-чемпиона Европы. Нефтяники продлевают финансирование Тамбе и переводят его в континентальное первенство на машинах «Формулы-2».
В данном классе француз с перерывами выступает до 1979 года, выиграв немало престижных гонок и дважды став бронзовым призёром личного зачёта. Попытки попасть в «Формулу-1» первое время оказываются безрезультатны и в 1975 году Патрик начинает пробовать себя в гонках спортпрототипов, стартуя в достаточно престижной североамериканской серии Can Am.
C первых гонок за команду Карла Хааса Тамбе показывает себя с лучшей стороны и в первый же год, одержав немало побед, он становится чемпионом серии. В будущем ещё дважды ему не находится равных в борьбе за титул, а коллектив Haas Racing будет доминировать в серии до начала 1980-х, пока не переключится на другие проекты.
В 1977 году парижанин наконец находит себе место боевого пилота в Формуле-1, подписав контракт сначала с Surtees Racing Organisation, а вскоре оказавшись в Theodore Racing. В составе гонконгской команды он добивается нескольких финишей в очковой зоне и добивается внимания многих руководителей ведущих команд пелотона. Настойчивее других оказываются представители «Макларена», подписавшие с ним двухлетний контракт.
Время для перехода в британский коллектив оказалось не очень удачным — после ряда успехов середины 1970-х годов команда переживала явный кризис и даже её первый пилот — недавний чемпион мира Джеймс Хант — с трудом наскребал очки. Патрик в этой ситуации не смог использовать те немногие шансы, что ему предоставляла техника и постепенно совсем потерял уверенность в своих силах, завершив 1979 год серией из четырёх сходов подряд (каждый раз подводил двигатель).

### 1980-е годы

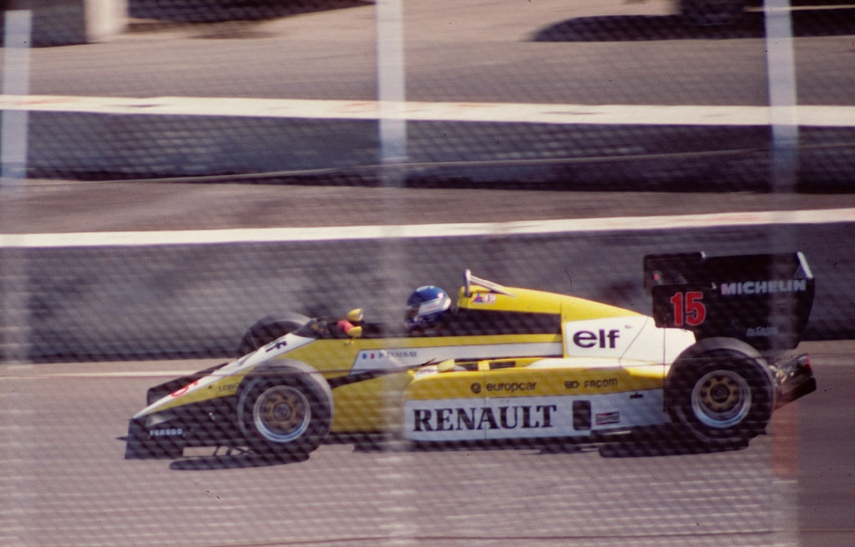
Патрик Тамбе за рулём Renault RE50 на Гран-при Далласа 1984 года

Остаться в Формуле-1 не удалось и в 1980 году француз вновь ушёл в Can Am, где у него опять было мало соперников. Успехи в гонках спортпрототипов возвращают интерес к нему со стороны команд Формулы-1 и в 1981 году. при поддержке Тедди Ипа, он возвращается в чемпионат мира. Несколько удачных гонок за Theodore Racing открывают ему путь в состав одного из лидеров чемпионата мира — команды Ligier. Время, впрочем, вновь оказалось неудачным: после двух лет расцвета организация входила в полосу кризиса и ей с трудом хватало сил на обеспечение нужного результата для своего первого номера — Жака Лаффита. У Тамбе в этой ситуации постоянно что-то ломалось и из восьми гонок за коллектив из Абреста он не закончил ни одной.
На сезон 1982 года француз вновь остаётся без контракта, но тут ему помогает случай: в Бельгии в квалификации насмерть разбивается его друг — канадец Жиль Вильнёв — и после некоторых раздумий Энцо Феррари именно Патрика выбирает ему на замену. После нескольких прикидочных тестовых сессий Тамбе выводит заводскую Ferrari на старт Гран-при Нидерландов.
Нестабильность лидеров пелотона того сезона и вполне приличная скорость машин итальянской команды позволила Патрику вскоре регулярно бороться за подиумы, а на Гран-при Германии одержать свою первую победу в рамках гонок чемпионата мира. Там же на немецкой земле он вдруг оказался лидером Ferrari: боровшийся за титул Дидье Пирони угодил в серьёзную аварию, после которой так и не смог больше вернуться в гонки. Француз в этой ситуации сделал всё возможное, чтобы принести итальянской организации Кубок Конструкторов. Под конец сезона он также мог побороться и за личный титул, но два невыхода на старт из-за болей в спине лишили его этой возможности.
Сезон-1983 француз также проводит в Маранелло: подтверждая свою прошлогоднюю скорость он весьма быстр и в квалификациях и в гонках, но серия технических проблем приводит к пяти сходам, из-за которых в личном зачёте он оказывается лишь на четвёртой строчке. Шанса исправить что-то Патрик не получает — его место занимает надежда итальянского автоспорта Микеле Альборето, а сам он вынужден уйти в Renault.
В третий раз за карьеру француз переходит в команду в недавнего лидера пелотона в момент, когда у него начинается спад результатов. Renault в сезоне 1983 года боролась за личный титул и была близка к победе, но из-за своей всегдашней ненадёжности техники его упустила. Её прошлогодний лидер Ален Прост ушёл в возрождающийся «Макларен». Тамбе в этой ситуации оказался под большим давлением со стороны и руководства и национальных СМИ. Вскоре стало понятно что повторить прошлогодние успехи будет невозможно — машина была очень ненадёжна, и пилоты команды с трудом набирали хоть какие-то очки. Промучавшись два сезона, французский концерн закрыл свою программу в чемпионате мира.
Патрик, потеряв одно место в пелотоне, быстро нашёл другое, подписав контракт с командой своего старого знакомого — американца Карла Хааса. Второй сезон проекта Haas Lola принёс его хозяину несколько очков (включая два от Тамбе) и в конце года привёл к закрытию команды. Вместе с Хаасом покинул «Формулу-1» и француз.

### Дальнейшая карьера
После нескольких лет простоя Патрик вернулся за руль в 1989 году, подписав контракт с заводской командой Jaguar в чемпионате мира среди спортпрототипов. Год принёс несколько неплохих результатов, включая четвёртое место в 24 часах Ле-Мана. На сезон-1990 контракт по взаимному согласию сторон продлён не был. Несколько лет выступал в ралли-рейдах, в частности, в 1990 и 1991 годах стартовал в нескольких гонках на спортпрототипе Lada Samara T3, включая ралли «Париж-Дакар» 1991 года.
Полтора десятилетия спустя Тамбе несколько раз вышел на старт различных ветеранских и любительских серий: стартовав в Grand Prix Masters и немецком монокубке Volkswagen Scirocco. Каждый раз всё ограничивалось несколькими стартами и особых успехов не приносило.

## Статистика результатов в моторных видах спорта

### Сводная таблица

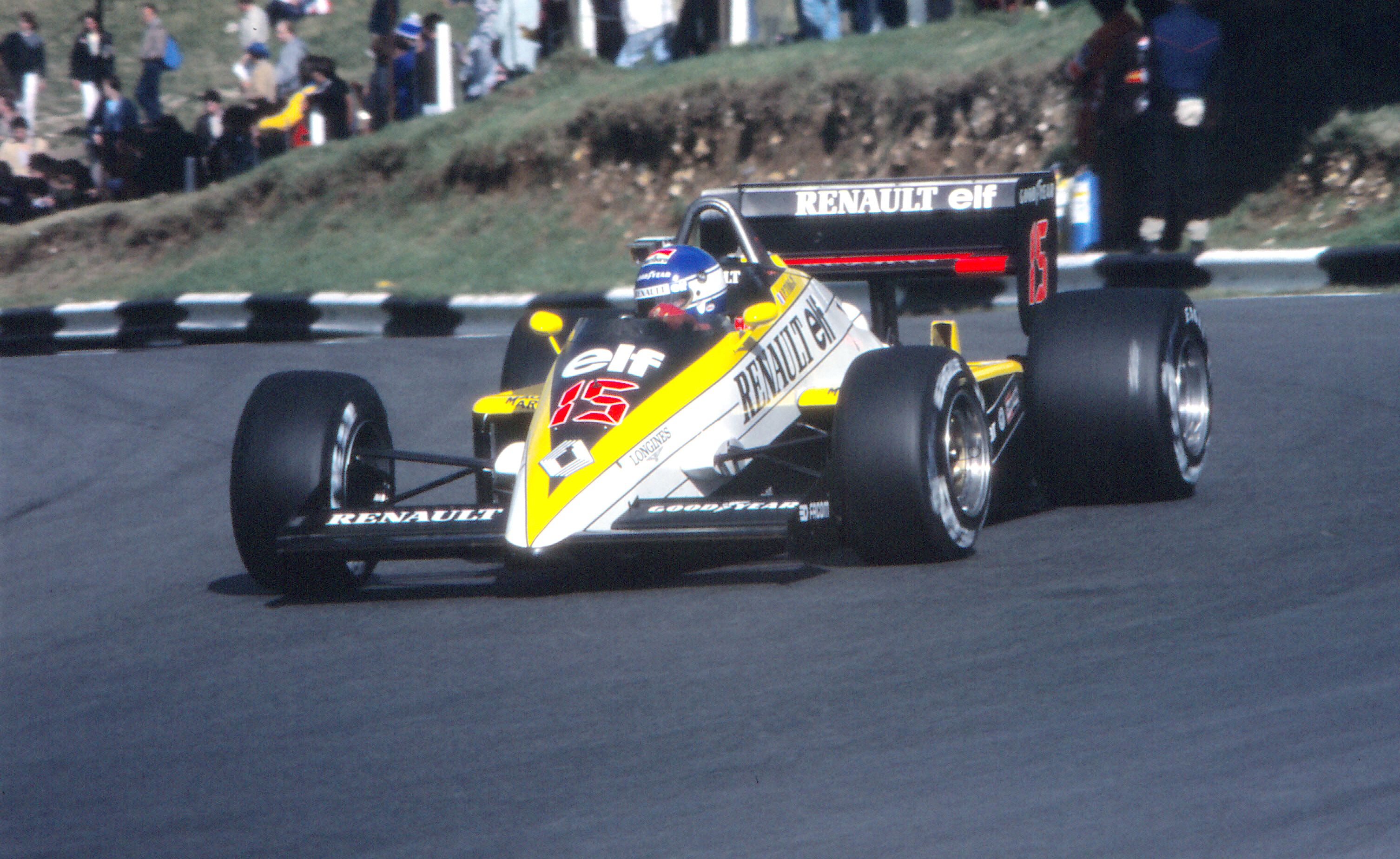
Патрик Тамбе за рулём Renault RE60 B на Гран-при Европы 1985 года

| 1972 | Challenge Européen de Formule Renault | н/д                    | н/д | н/д | 0   | 0   | 5   | 13-й |
| 1972 | Critérium de Formule Renault          | н/д                    | н/д | н/д | н/д | 1   | 107 | 9-й  |
| 1973 | Ралли Монте-Карло                     | н/д                    | 1   |     |     |     |     | 20-й |
| 1973 | Challenge Européen de Formule Renault | н/д                    | н/д | н/д | 7   | 6   | 167 | 2-й  |
| 1974 | Европейская Формула-2                 | Ecurie Elf             | 10  | 0   | 0   | 0   | 11  | 7-й  |
| 1974 | Гран-при Нагаро Ф2                    | Ecurie Elf             | 1   | 1   | 1   | 1   |     | 1-й  |
| 1974 | Гран-при Руана Ф2                     | Ecurie Elf             | 1   | 0   | 0   | 0   |     | 5-й  |
| 1975 | Европейская Формула-2                 | Elf Team March         | 14  | 3   | 0   | 1   | 36  | 3-й  |
| 1975 | SCCA Citicorp Can-Am Challenge        | н/д                    | н/д | н/д | н/д | н/д | 159 | 1-й  |
| 1976 | Европейская Формула-2                 | Elf Team March         | 12  | 2   | 1   | 1   | 39  | 3-й  |
| 1976 | SCCA Формула-5000                     | Theodore Racing        | 1   | 0   | 0   | 0   | 2   | 21-й |
| 1977 | Can Am                                | Carl A. Haas Racing    | 7   | 6   | 4   | 6   | 159 | 1-й  |
| 1977 | Европейская Формула-2                 | Chevron Cars           | 2   | 1   | 0   | 0   | 0   | НК   |
| 1977 | Гран-при Малайзии Ф2                  | Theodore Racing        | 1   | 0   | 0   | 1   |     | 1-й  |
| 1977 | Формула-1                             | Surtees F1 Theodore F1 | 7   | 0   | 0   | 0   | 5   | 18-й |
| 1978 | Европейская Формула-2                 | Chevron Cars           | 1   | 0   | 0   | 0   | 0   | НК   |
| 1978 | Формула-1                             | McLaren F1             | 15  | 0   | 0   | 0   | 8   | 14-й |
| 1979 | Формула-1                             | McLaren F1             | 13  | 0   | 0   | 0   | 0   | НК   |
| 1979 | Гран-при Дино Феррари Ф1              | McLaren F1             | 1   | 0   | 0   | 0   |     | 8-й  |
| 1980 | Can Am                                | Carl Haas Racing       | 9   | 3   | 3   | 6   | 61  | 1-й  |
| 1981 | Формула-1                             | Theodore F1 Ligier F1  | 14  | 0   | 0   | 0   | 1   | 18-й |
| 1981 | Чемпионат мира среди спортпрототипов  | Rondeau                | 1   | 0   | 0   | 0   | 0   | НК   |
| 1982 | Формула-1                             | Ferrari F1             | 6   | 0   | 0   | 1   | 25  | 7-й  |
| 1982 | Can Am                                | Racing Team VDS        | 1   | 1   | 0   | 0   | 0   | НК   |
| 1983 | Формула-1                             | Ferrari F1             | 15  | 4   | 1   | 1   | 40  | 4-й  |
| 1984 | Формула-1                             | Renault F1             | 15  | 1   | 1   | 0   | 11  | 11-й |
| 1985 | Формула-1                             | Renault F1             | 15  | 0   | 0   | 0   | 11  | 12-й |
| 1986 | Формула-1                             | Haas F1                | 14  | 0   | 0   | 0   | 2   | 15-й |
| 1989 | Чемпионат мира среди спортпрототипов  | Silk Cut Jaguar        | 7   | 1   | 0   | 0   | 30  | 8-й  |
| 1989 | 24 часа Ле-Мана (класс С1)            | Silk Cut Jaguar        | 1   | 0   | 0   | 0   |     | 4-й  |
| 2005 | Grand Prix Masters                    | Team Lixxus            | 1   | 0   | н/д | 0   | 0   | НК   |
| 2006 | Grand Prix Masters                    | Team Lixxus            | 2   | 0   | н/д | 0   | 0   | НК   |
| 2011 | Volkswagen Scirocco R-Cup             | н/д                    | 1   | 0   | 0   | 0   | 0   | НК   |

### Гонки машин с открытыми колёсами

#### Формула-1
| Сезон | Команда  | Шасси           | Мотор           | 1        | 2        | 3        | 4        | 5        | 6        | 7        | 8        | 9        | 10       | 11       | 12       | 13       | 14       | 15       | 16       | 17       | Очки | Место |
| ----- | -------- | --------------- | --------------- | -------- | -------- | -------- | -------- | -------- | -------- | -------- | -------- | -------- | -------- | -------- | -------- | -------- | -------- | -------- | -------- | -------- | ---- | ----- |
| 1977  | Surtees  | Surtees TS19    | Cosworth V8     | АРГ      | БРА      | ЮАР      | СШЗ      | ИСП      | МОН      | БЕЛ      | ШВЕ      | ФРА НКВ  |          |          |          |          |          |          |          |          | 5    | 18    |
| 1977  | Theodore | Ensign N177     | Cosworth V8     |          |          |          |          |          |          |          |          |          | ВЕЛ Сход | ГЕР 6    | АВТ Сход | НИД 5    | ИТА Сход | США НКВ  | КАН 5    | ЯПО Сход | 5    | 18    |
| 1978  | McLaren  | McLaren M26     | Cosworth V8     | АРГ 6    | БРА Сход | ЮАР Сход | СШЗ 12   | МОН 7    | БЕЛ      | ИСП Сход | ШВЕ 4    | ФРА 9    | ВЕЛ 6    | ГЕР Сход | АВТ Сход | НИД 9    | ИТА 5    | США 6    | КАН 8    |          | 8    | 14    |
| 1979  | McLaren  | McLaren M28     | Cosworth V8     | АРГ Сход |          | ЮАР 10   | СШЗ Сход | ИСП 13   |          | МОН НКВ  | ФРА 10   | ВЕЛ 7    |          |          |          |          |          |          |          |          | 0    | 23    |
| 1979  | McLaren  | McLaren M26     | Cosworth V8     |          | БРА Сход |          |          |          | БЕЛ НКВ  |          |          |          |          |          |          |          |          |          |          |          | 0    | 23    |
| 1979  | McLaren  | McLaren M29     | Cosworth V8     |          |          |          |          |          |          |          |          |          | ГЕР Сход | АВТ 10   | НИД Сход | ИТА Сход | КАН Сход | США Сход |          |          | 0    | 23    |
| 1981  | Theodore | Theodore TY01   | Cosworth V8     | СШЗ 6    | БРА 10   | АРГ Сход | САН 11   | БЕЛ НКВ  | МОН 7    | ИСП 13   |          |          |          |          |          |          |          |          |          |          | 1    | 19    |
| 1981  | Ligier   | Ligier JS17     | Matra V12       |          |          |          |          |          |          |          | ФРА Сход | ВЕЛ Сход | ГЕР Сход | АВТ Сход | НИД Сход | ИТА Сход | КАН Сход | СИЗ Сход |          |          | 1    | 19    |
| 1982  | Ferrari  | Ferrari 126 C2  | Ferrari V6 t/c  |          |          |          |          |          |          |          |          | НИД 8    | ВЕЛ 3    | ФРА 4    | ГЕР 1    | АВТ 4    | ШВА НС   | ИТА 2    | СИЗ НС   |          | 25   | 7-й   |
| 1983  | Ferrari  | Ferrari 126 C2B | Ferrari V6 t/c  | БРА 5    | СШЗ Сход | ФРА 4    | САН 1    | МОН 4    | БЕЛ 2    | ДЕТ Сход | КАН 3    |          |          |          |          |          |          |          |          |          | 40   | 4-й   |
| 1983  | Ferrari  | Ferrari 126 C3  | Ferrari V6 t/c  |          |          |          |          |          |          |          |          | ВЕЛ 3    | ГЕР Сход | АВТ Сход | НИД 2    | ИТА 4    | ЕВР Сход | ЮАР Сход |          |          | 40   | 4-й   |
| 1984  | Renault  | Renault RE50    | Renault V6 t/c  | БРА 5    | ЮАР Сход | БЕЛ 7    | САН Сход | ФРА 2    | МОН Сход | КАН НС   | ДЕТ Сход | ДАЛ Сход | ВЕЛ 8    | ГЕР 5    | АВТ Сход | НИД 6    | ИТА Сход | ЕВР Сход | ПОР 7    |          | 11   | 11-й  |
| 1985  | Renault  | Renault RE60    | Renault V6 t/c  | БРА 5    | ПОР 3    | САН 3    | МОН Сход | КАН 7    | ДЕТ Сход |          |          |          |          |          |          |          |          |          |          |          | 11   | 12-й  |
| 1985  | Renault  | Renault RE60B   | Renault V6 t/c  |          |          |          |          |          |          | ФРА 6    | ВЕЛ Сход | ГЕР Сход | АВТ 10   | НИД Сход | ИТА 7    | БЕЛ Сход | ЕВР 12   | ЮАР      | АВС Сход |          | 11   | 12-й  |
| 1986  | Haas     | Lola THL1       | Hart Str-4 t/c  | БРА Сход | ИСП 8    | САН Сход |          |          |          |          |          |          |          |          |          |          |          |          |          |          | 2    | 15-й  |
| 1986  | Haas     | Lola THL2       | Cosworth V6 t/c |          |          |          | МОН Сход | БЕЛ Сход | КАН НС   | ДЕТ      | ФРА Сход | ВЕЛ Сход | ГЕР 8    | ВЕН 7    | АВТ 5    | ИТА Сход | ПОР НКЛ  | МЕК Сход | АВС НКЛ  |          | 2    | 15-й  |

| Легенда к таблице |                                                                    |
| --- | ------------------------------------------------------------------ |
| В таблице перечислены результаты всех Гран-при Формулы-1, в которых принимал участие гонщик. Строками таблицы являются сезоны, столбцами — этапы чемпионата мира. В каждой клетке указаны сокращённое название этапа и результат, дополнительно обозначенный цветом. Расшифровка обозначений и цветов представлена в нижеследующей таблице. |                                                                    |
| \| Пример \| Описание \| \| ------------ \| ------------------------------------------------------------------ \| \| 1 \| Победитель \| \| 2 \| Второе место \| \| 3 \| Третье место \| \| 5 \| Финишировал, заработав очки \| \| Сход \| Не финишировал, но при этом заработал очки \| \| 12 \| Финишировал, не получив очков \| \| НКЛ \| Финишировал, но не попал в финальную классификацию \| \| 15 \| Участвовал вне зачёта, либо по отдельной классификации \| \| 18 \| Не финишировал, но попал в финальную классификацию \| \| Сход \| Не финишировал \| \| НКВ \| Не прошёл квалификацию \| \| НПКВ \| Не прошёл предквалификацию \| \| ДСК \| Дисквалифицирован \| \| ИСК \| Исключён из протокола соревнований \| \| ТТ \| Заявлен для участия только в тренировках \| \| НС \| Участвовал в квалификации, но не стартовал в гонке \| \| Т \| Травмирован или болен \| \| ОТК \| Отказ от участия \| \| НТР \| Прибыл на соревнования, но на трассу не выезжал \| \| НПР \| Был заявлен в числе участников, но не прибыл к началу соревнований \| \| О \| Соревнования отменены \| \| \| Не участвовал \| \| Поул-позиция \| \| \| Быстрый круг \| \| |                                                                    |
| Пример | Описание                                                           |
| 1 | Победитель                                                         |
| 2 | Второе место                                                       |
| 3 | Третье место                                                       |
| 5 | Финишировал, заработав очки                                        |
| Сход | Не финишировал, но при этом заработал очки                         |
| 12 | Финишировал, не получив очков                                      |
| НКЛ | Финишировал, но не попал в финальную классификацию                 |
| 15 | Участвовал вне зачёта, либо по отдельной классификации             |
| 18 | Не финишировал, но попал в финальную классификацию                 |
| Сход | Не финишировал                                                     |
| НКВ | Не прошёл квалификацию                                             |
| НПКВ | Не прошёл предквалификацию                                         |
| ДСК | Дисквалифицирован                                                  |
| ИСК | Исключён из протокола соревнований                                 |
| ТТ | Заявлен для участия только в тренировках                           |
| НС | Участвовал в квалификации, но не стартовал в гонке                 |
| Т | Травмирован или болен                                              |
| ОТК | Отказ от участия                                                   |
| НТР | Прибыл на соревнования, но на трассу не выезжал                    |
| НПР | Был заявлен в числе участников, но не прибыл к началу соревнований |
| О | Соревнования отменены                                              |
| | Не участвовал                                                      |
| Поул-позиция |                                                                    |
| Быстрый круг |                                                                    |